# Estudo Transcendental n.º 4

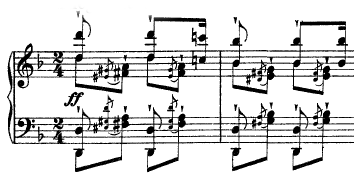
Excerto do 'Allegro deciso' do Estudo Transcendental n.º 4

O Estudo Transcendental n.º 4 "Mazeppa" em Ré Menor é o quarto da obra Estudos Transcendentais de Franz Liszt. É inspirado no poema Mazeppa (de Victor Hugo), que relata o fato onde o imperador ucraniano Ivan Mazepa é amarrado a um cavalo extremamente feroz, este logo após é solto para galopar loucamente pelas montanhas, o que resultou em vários ferimentos e condição crítica para ambos o homem e o animal. No final do poema, Mazepa sobrevive e é coroado rei.

## Forma
O Estudo é iniciado por uma cadenza progressiva. Após esta, seu tema é apresentado, sendo a melodia baseada em oitavas e acompanhada por torrentes de terças no centro do teclado. Após uma estrondosa escala cromática em oitavas, finalmente chega o Lo estesso tempo, em que a mão esquerda toca uma variação no tema, enquanto a mão direita faz arpejos e intervalos subindo e descendo o teclado. Logo após, vem a parte denominada Il canto espressivo ed appassionata assai (cantada expressivamente com muita paixão), em que o tema principal reaparece, dessa vez acompanhada por terças repetidas em ambas as mãos em adição a uma escala cromática na mão esquerda.
O tema então retorna mais grandioso na sessão Animato, porém mais discreto e quieto, representando o esforço do cavalo para retornar a galopar rapidamente após uma fadiga contagiante. Inesperadamente, o cavalo passa a galopar muito mais rápido do que já galopou antes; esta cena é representada na sessão Allegro Decisio, uma variação no tema tocada em oitavas onde ambas as mãos estão constantemente saltando para a extremidade do teclado e logo após isso, retornando ao centro do mesmo. Após esta sessão, a obra termina de modo grandioso e com muito estilo, que representa a interpretação de Liszt do último verso do poema: "il tombe, et se relève roi !" (ele cai e se levanta como rei).

## Dificuldades técnicas
Considerado um dos mais difíceis dos 12 Estudos, Mazeppa impõe um treino da técnica extremamente rigoroso e difícil. Ele requere total familiariedade com o Piano, pois contém vários saltos imensos e rápidos, muitas progressões (inclusive de acordes) e é geralmente apenas estudado por pianistas extremamente avançados.
Liszt, como de costume, indica um dedilhado muito estranho e difícil: as torrentes de terças na mão esquerda (muito rápidas, por sinal) no início do tema devem ser tocadas apenas com o segundo e quarto dedos, alternando as mãos a cada dois intervalos. Ele é muito mais difícil do que o dedilhado óbvio, mas tem uma finalidade: ele imita melhor o som dos galopes por prevenir o legato e aumenta a força nesses dedos. Note que as versões mais primordiais marcam "Stacatíssimo".
Uma outra peça com o mesmo nome foi lançada mais cedo em 1840 (catalogada como S138). Porém, ela foi baseada no 4º estudo da segunda versão destes estudos (nomeada Douze Grandes Études, S137), já que há mais similaridades entre essas duas.